# Fireside Poets
Fireside Poets − grupa literacka utworzona w drugiej połowie XIX wieku przez pięciu czołowych poetów Stanów Zjednoczonych, zwanych "Braminami Nowej Anglii".
Grupa stała się bohaterem powieści Matthew Pearla Klub Dantego. 

## Cechy charakterystyczne
- inspiracje filozofią transcendentalistów
- bliskość w stosunku do wiary kwakrów
- odrzucenie purytańskich zasad wiary
- umiłowanie tradycji, zwłaszcza czasów pionierskich
- żarliwe wystąpienia o zniesienie niewolnictwa wśród ludności murzyńskiej
- apoteoza prostego życia w duchu wartości chrześcijańskich
- pochwała pracy i duchowego samodoskonalenia pośród przeciwności losu
- zachwyt nad przyrodą i życiem wiejskim

## Poeci Fireside
- Henry Wadsworth Longfellow
- William Cullen Bryant
- John Greenleaf Whittier
- James Russell Lowell
- Oliver Wendell Holmes